# Воронин, Сергей Николаевич (Герой Российской Федерации)
Сергей Николаевич Воронин (род. 1973) — полковник Вооружённых Сил РФ, участник первой и второй чеченских войн, Герой Российской Федерации (2000).

## Биография
Родился 12 июня 1973 года в Кокчетаве (ныне — Кокшетау, Казахстан). До призыва в армию проживал в Ташкенте. В августе 1990 года Воронин был призван на службу в Советскую Армию. В 1994 году окончил Ташкентское высшее общевойсковое командное училище и был направлен на службу командиром мотострелкового взвода на Дальний Восток.
С января 1995 года в должности командира мотострелкового взвода Сергей Николаевич воевал на первой чеченской войне в составе 131-й отдельной мотострелковой бригады Северокавказского военного округа.
В дальнейшем Воронин проходил службу в должности помощника начальника штаба мотострелкового батальона в 136-й гвардейской отдельной мотострелковой бригаде, дислоцированной в городе Буйнакске Республики Дагестан.
Особо отличился во время второй чеченской войны, будучи помощником начальника штаба мотострелкового батальона 136-й гвардейской отдельной мотострелковой бригады 42-го армейского корпуса Северо-Кавказского военного округа. В августе 1999 года во время боя за село Тандо в Дагестане разведгруппа из пяти человек во главе с Ворониным, находясь в разведке в тылу сепаратистов, была обнаружена и вынуждена принять бой. Захватив сарай на окраине села Тандо, приспособленный боевиками под огневую точку, Воронин с товарищами несколько часов отражал вражеские атаки. Группе без потерь удалось прорваться к своим.
Указом Президента Российской Федерации от 23 марта 2000 года за «мужество и героизм, проявленные при выполнении специального задания в ходе проведения контртеррористической операции на территории Северо-Кавказского региона» гвардии капитан Сергей Воронин был удостоен высокого звания Героя Российской Федерации с вручением медали «Золотая Звезда».
В 2024 году награждён орденом «За заслуги перед Республикой Дагестан».
В 2005 году Воронин окончил Общевойсковую академию Вооружённых Сил Российской Федерации. В дальнейшем продолжал службу в должности старшего офицера штаба Приволжско-Уральского военного округа. В 2016 году окончил Уральский государственный экономический университет.
В настоящее время полковник запаса Воронин работает помощником ректора УрГЭУ, а также принимает активное участие в патриотическом воспитании подрастающего поколения. Именно он в 2016 году стал организатором проекта «Герои среди нас». Ежемесячно настоящие герои приходят в университет и рассказывают студентам о своем детстве, учебе, армейских буднях. Они описывают специфику службы в вооруженных силах, повествуют о временах Великой Отечественной войны, о военных кампаниях в Афганистане, Чечне, Югославии, об антитеррористических действиях в Сирийской Арабской Республике.
Также награждён рядом медалей.